# Xã Loup, Quận Buffalo, Nebraska
Xã Loup (tiếng Anh: Loup Township) là một xã thuộc quận Buffalo, tiểu bang Nebraska, Hoa Kỳ. Năm 2010, dân số của xã này là 468 người.